# 伊達要希
伊達 要希（だて もとき、1999年〈平成11年〉11月25日 - ）は、日本のタレント・俳優・モデルである。大阪府出身。OFFICE MINAMIKAZE 所属。「日本タレント名鑑」に記載有り。

## 出演

### TV
- カンテレ「お笑いワイドショー マルコポロリ! 心斎橋筋2丁目劇場編」再現VTR - 千原ジュニア 役（2022年）
- NHK Eテレミニ番組「TAROMAN 岡本太郎式特撮活劇」（タローマン おかもとたろうしきとくさつかつげき） - 地球防衛軍新人隊員（2022年）役
- テレビ大阪「関西リーダー列伝」再現VTR - 新入社員時代の大坪清会長 役（2022年）
- カンテレ「お笑いワイドショー マルコポロリ! フットボールアワー編」再現VTR※ディレクター役など（2022年）
- テレビ朝日「必殺仕事人2022」※手代役（2022年）
- NHK BSプレミアム「雲霧仁左衛門」※職人役など（2022年）
- NHKドラマ正月時代劇「幕末相棒伝」※新選組隊士役など（2022年）
- NHK土曜ドラマ「わげもん～長崎通訳異聞～」（2022年）
- NHK連続テレビ小説「カムカムエブリバディ」（2021年）
- NHK BSプレミアム「決戦！大坂の陣」※家臣役（2021年）
- BS朝日4K時代劇スペシャル「無用庵隠居修行５」※手代役など（2021年）
- NHK終戦ドラマ「しかたなかったと言うてはいかんのです」※死刑囚人役（2021年）
- 朝日放送 高校野球ショートドラマ「海と空と蓮と」（2021年）
- NHK逆転人生「バーテンダー世界王者」※カジュアルバー客役（2021年）
- カンテレ×BSフジドラマ「クロシンリ」（2021年）
- フジテレビ「桶狭間 OKEHAZAMA〜織田信長〜」※織田軍役/斎藤軍役/今川軍役/津島衆役（2021年）
- NHK土曜ドラマ「六畳間のピアノマン」※会社員役など（2021年）
- NHK連続テレビ小説「おちょやん」 - 鶴亀座社員 役（2020～2021年）
- BS朝日「無用庵隠居修行 4」※手代役（2020年）
- カンテレ・フジテレビ系ドラマ「DIVER」（2020年）
- 東海テレビドラマ「恐怖新聞」※学生男役（2020年）
- テレビ朝日「必殺仕事人2020」※塾生役（2020年）
- フジテレビ「剣客商売 婚礼の夜」※門人役（2020年）
- NHK連続テレビ小説「スカーレット」（2019年）
- 時代劇専門チャンネル「帰郷」※祭袢纏男役（2019年）
- NHK連続テレビ小説「まんぷく」※なにわタクシー整備士役など（2019年）
- WOWOW連続ドラマW「宮沢賢治の食卓」 - 農学校生徒 役（2017年）

### 映画
- 「キングダム2 遥かなる大地へ」（2022年）
- 「天外者」※伝習生役（2020年）
- 「引っ越し大名」※中間役（2019年）
- 「忍たま乱太郎」※忍たま二年生役（2011年）

### CM
- アクア･クリエイト「そんな時はお任せ編」（2021年）
- ひらかたパーク※園長刑事篇（2021年）
- 関西電力（2020年）
- 京都中央信用金庫（2020年）
- 大阪メトロ（2019年）
- OPPO スマートフォン（2019年）
- 宇治森徳「かおりちゃん麦茶」
- オリオン「ミニビタC」
- オリオン「どんぶりざんまい男前一丁」
- 滋賀銀行

### スチール
- Tシャツ トリニティ（2021年）
- ユニバーサル・スタジオ・ジャパン（2019年）※クリスマスビジュアルモデル
- 上宮高等学校（2018年）
- ユニバーサル・スタジオ・ジャパン※クリスマスパレード（2018年）
- ユニバーサル・スタジオ・ジャパン（2017年）※ミニオンスノー、ウォーターパレード、ウォーターパーティー
- 関成グループ塾モデル
- Y-SAPIX 代ゼミグループ塾モデル

### VP
- 「VS PARKセブンパーク天美店」PV映像（2021年）
- 「ネッツトヨタ兵庫」WEB広告（2021年）
- Panasonic 東京2020オリンピック・パラリンピック公式PC（2019年）
- ドラゴンクエスト携帯ゲームアプリ　ＰＶ映像（2019年）
- アストラゼネカ株式会社（2017年）

### 舞台
- 「ひいらぎ」（作・演出 井上泰治）牛太郎役/忍者役/侍役（2018年）
- 「忍者竹取物語」忍者役（2018年）

## 参照
YouTube動画より
- “CMアクア・クリエイト-お任せガス給湯器（2021）”.   「そんな時はお任せ編」. 2022年9月16日閲覧。

- “VP「VS PARKセブンパーク天美店」PV映像（2021年）”.   バンダイナムコアミューズメント公式チャンネル. 2022年9月16日閲覧。

- “VP「ネッツトヨタ兵庫」WEB広告（2021年）”.   鉄の箱をタイムマシンに・・・. 2022年9月16日閲覧。